# Символ песеты
Символ или знак песеты (₧) — типографский символ, который входит в группу «Символы валют» (англ. Currency Symbols) стандарта Юникод: оригинальное название — Peseta sign (англ.); код — U+20A7. Используется, главным образом, для представления исторических денежных единиц Испании, называвшихся «песета».

## Начертание
Символ «Pts» представляет собой лигатуру трёх латинских букв — заглавной «P», а также строчных «t» и «s». Более редкий вариант знака — латинская буква «P», перечеркнутая в верхней части одним горизонтальным штрихом; он идентичен одной из разновидностей символа филиппинского песо. Конкретное начертание зависит от шрифта, использованного для вывода символа.

## Происхождение символа
Символ «Pts» в качестве единого знака, который вводится нажатием одной клавиши, встречается уже на клавиатурах испанских пишущих машинок. Как сокращение «Pt» символ песеты под номером 158 был включён в кодовую страницу 437, использовавшуюся в IBM PC с 1981 года. В июне 1993 года он входит в состав стандарта Юникод с двумя базовыми вариантами начертания, которые были описаны выше. В его второй, 1996 года, версии в качестве основного варианта начертания для символа песеты была выбрана буква «P» с одной горизонтальной чертой. Начиная с версии 3.2 (2002 год) сокращение «Pts» становится основным начертанием для символа песеты, а буква «P», но уже с двумя горизонтальными штрихами — символом филиппинского песо. При этом в заявке о включении последнего в Юникод утверждается, что в ранних версиях стандарта символ песеты одновременно представлял и символ песо.

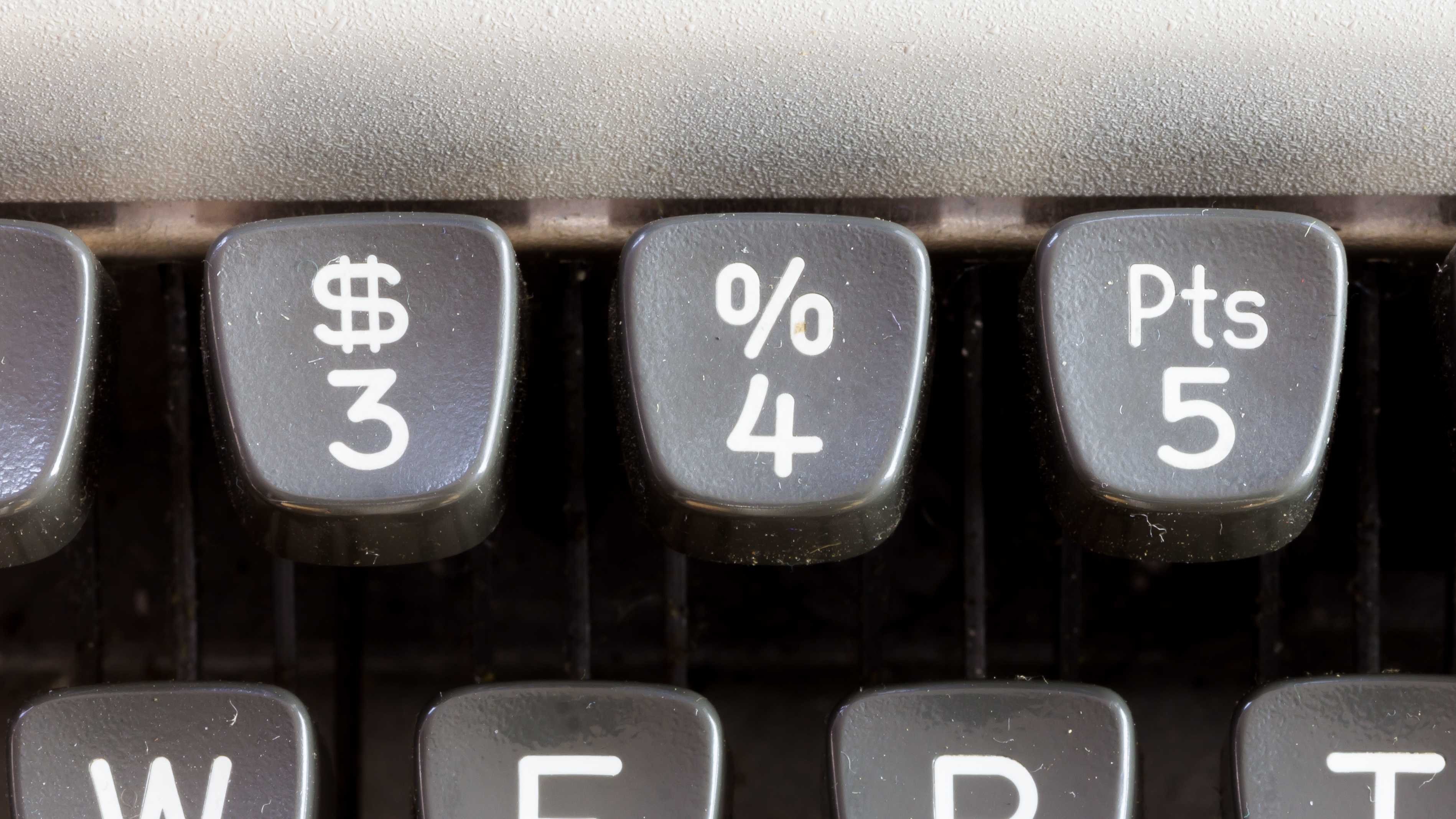
Фрагмент клавиатуры испанской пишущей машинки
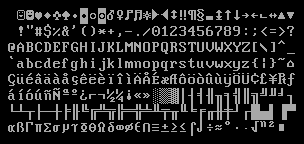
Кодовая страница 437, использовавшаяся в IBM PC с 1981 года

## Использование в качестве сокращения названий денежных единиц
Символ «₧» используется, главным образом, для представления исторической валюты Испании — песеты (исп. peseta). При этом «Pts» — один из вариантов сокращения слова «песета» во множественном числе (от исп. Pesetas — песеты): 2 Pts (две песеты), 5 Pts (пять песет) и т. д. Сокращение слова в единственном числе (от исп. Peseta) — «Pta» (1 Pta). Символ, включённый в стандарт Юникод, не предполагает такого варианта начертания.
Список денежных единиц с названием «песета»
| Денежная единица (на англ. и/или на языке страны эмитента) | Государство (территория) | Период обращения | Варианты краткого представления | Варианты краткого представления     | Примеры использования | Примеры использования |
| Денежная единица (на англ. и/или на языке страны эмитента) | Государство (территория) | Период обращения | коды ISO 4217                   | символы                             | на денежных знаках    | на марках             |
| ---------------------------------------------------------- | ------------------------ | ---------------- | ------------------------------- | ----------------------------------- | --------------------- | --------------------- |
| Испанская песета (исп. peseta)                             | Испания                  | 1869—?           | ESA (996)                       | Pta (мн. Pta/Pts/Ptas) • P • Pt • ₧ |                       |                       |
| Конвертируемая песета (исп. peseta)                        | Испания                  | ?                | ESB (995)                       | Pta (мн. Pta/Pts/Ptas) • P • Pt • ₧ |                       |                       |
| Испанская песета (исп. peseta)                             | Испания                  | ?—2002           | ESP (724)                       | Pta (мн. Pta/Pts/Ptas) • P • Pt • ₧ |                       |                       |
| Андоррская песета (кат. pesseta)                           | Андорра                  | ?—2003           | ADP (020)                       | Pta (мн. Ptas) • P • ₧              |                       |                       |
| Гвинейская песета (исп. peseta)                            | Экваториальная Гвинея    | 1969—1975        | —                               | Pta (мн. Pts)                       |                       |                       |
| Сахарская песета (исп. peseta)                             | САДР                     | 1990 — н.в.      | —                               | Pta (мн. Pts)                       |                       |                       |